# Station Sint-Eloois-Vijve
Station Sint-Eloois-Vijve is een voormalig spoorwegstation in Sint-Eloois-Vijve, een deelgemeente van de stad Waregem. Het station Type 1893 lag langs spoorlijn 66A (Ingelmunster - Anzegem).
Het station bezit tegeltableaus die de verschillende aspecten van de vlasnijverheid verbeelden.
0,0: Ingelmunster ·
2,3: Wante ·
6,1: Oostrozebeke ·
9,0: Wielsbeke ·
12,2: Sint-Eloois-Vijve ·
15,1: Waregem ·
18,6: Gaverbeek ·
23,9: Heirweg ·
27,0: Anzegem